# Atherinella serrivomer
Atherinella serrivomer е вид лъчеперка от семейство Atherinopsidae. Видът не е застрашен от изчезване.

## Разпространение
Разпространен е в Еквадор, Колумбия, Панама и Перу.